# Михајло Костић Пљака
Михајло Костић Пљака (Прокупље, 21. новембар 1933 — Београд, 9. март 2001) био је српски глумац.

## Биографија
Био је глумац Југословенског драмског позоришта. Играо је у више филмова. Са Љубом Тадићем играо је у култној представи Жан Пол Сартра „Прљаве руке“.
Михајло Костић је отац познатог глумца Вука Костића. Поред Вука, има и сина Нестора који се не бави уметношћу. Преминуо је 9. марта 2001. године од леукемије.
По њему су назване две улице у Београду, у Земуну и на Звездари.

## Филмографија
- Ђенерал Милан Недић (1999) - Милутин Недић
- Горе доле (1 епизода, 1996) - Петров колега Ненад
- Срећни људи (30. епизода, 1993) ТВ серија - Ненад; радник у кафилерији
- Ваљевска болница (1990) Миливоје Анђелковић Кајафа
- Колубарска битка (1990) - Миливоје Анђелковић Кајафа
- „Вук Караџић“ (1 епизода, 1987) - Јанко Катић
- Место сусрета Београд (1987) - Инспектор Вукмановић
- Грозница љубави (1984)
- „Сиви дом“ (1984) ТВ серија - Шеф обезбеђења
- Саблазан (1982) - Мајор Хајнрих
- „Светозар Марковић“ (1 епизода, 1981) - Ђока Влајковић
- „Повратак отписаних“ (3 епизоде, 1978) - Павле
- Љубичице (1975)
- „Ђавоље мердевине“ (1975) ТВ серија
- Батаљон је одлучио (1974)
- Бреме (1972)
- Девојка са Космаја (1972) - Радован Иконић
- Сократова одбрана и смрт (1971) - Анит
- „Летови који се памте“ (1 епизода, 1967) - Витас
- Четврти сапутник (1967)
- Штићеник (1966)
- Ко пуца отвориће му се (1965)
- Браћа (1964)
- Право стање ствари (1964)
- Град (1963)
- Козара (1963) - Ахмет
- Девети круг (1960) - Младен
- Суботом увече (1957) - табаџија